# غلب
الغُلُبّ أو رقصة العدو هي رقصة سميت باسم أسرع مشية للحصان العَدْو، وهي رقصة ريفية نابضة بالحياة قُدمت في أواخر عشرينيات القرن التاسع عشر إلى المجتمع الباريسي من قبل ماري كارولين و كانت رقصة شعبية في فيينا وبرلين ولندن.